# محمود كارم
محمود كارم محمود سفير مصر الأسبق بالاتحاد الأوروبى وعضو المجلس القومى لحقوق الإنسان المصري.

## مساره المهني

### وزارة الخارجية
عمل محمود كارم سفيرًا لمصر لدى الاتحاد الأوروبى وحلف الأطلنطي ومملكة بلجيكا ودوقية لوكسمبورج حتى 2009، وقد عمل قبل ذلك سفيرًا لمصر في اليابان حتى 2004، ثم مساعدًا لوزير الخارجية لشؤون الهيئات والمنظمات الدولية ومساعدًا لوزير الخارجية للشؤون الآسيوية. كما عمل بسفارات بعثة مصر لدى الأمم المتحدة في نيويورك كممثل لمصر في اللجنة السياسية الأولى للأمن ونزع السلاح وقد انتخب مقررًا لهيئة نزع السلاح 1981. ومثّل مصر في مجلس الأمن واجتماعات عدم الانحياز والمؤتمر الإسلامي ثم مندوبًا مناوبًا لمصر في مؤتمر نزع السلاح في جنيف حتى عام 1992 حيث اختير لرئاسة العديد من لجان الأمم المتحدة كما عينه المدير العام للوكالة الدولية للطاقة الذرية عضوًا في مجموعة الخبراء الدوليين لدورة الوقود النووي وشارك كعضو في المجلس الاستشارى للسكرتير العام للأمم المتحدة لنزع السلاح منذ عام 2004 وحتى 2009 حيث قدم العديد من الأوراق والدراسات حول أمن الطاقة وتفعيل آليات واتفاقيات نزع السلاح والامن والسلم الدوليين، كما تم تعيينه من قبل السكرتير العام كخبير في العديد من اللجان ومجموعات العمل حول مختلف القضايا الدولية.

### مؤلفاته
لدى كارم محمود العديد من المؤلفات الدولية الحائزة على جوائز دولية منها كتابه الذي نشر عن دار مجموعة جرينوود للنشر [الإنجليزية] سنة 1988 عن «إنشاء منطقة خالية من السلاح النووى في الشرق الأوسط» باللغة الإنجليزية وتم ترشيح هذا الكتاب لجوائز دولية عديدة وكان كتابة نموذجاً لعمل مجموعة الخبراء الدوليين لإعلان قارة أفريقيا خالية من السلاح النووى عام 1996 وقد حصل كتابه من مؤسسة الاختيار العالمية على جائزة أفضل كتاب نشر في الولايات المتحدة عام 1988 في مجال العلاقات الدولية وتم ترشيح الكتاب لجوائز دولية عديدة، كما أن له العديد من المؤلفات عن أمن الخليج وإيران. كما شارك في العديد من الدراسات ومجموعات الخبراء والمؤتمرات الدولية داخل العديد من مراكز الأبحاث العالمية ومنتديات صنع القرار وكذلك الأمم المتحدة، وقد عمل كارم خلال السنوات الماضية أستاذ زائراً للعلوم السياسية والعلاقات الدولية في عدة جامعات  في مصر والولايات المتحدة واليابان.

### تكريمه
تمّ تكريم كارم من  قبل مجلس وزراء خارجية جامعة الدول العربية في عام 1999 علر رئاسته للجنة العربية المكلفة بإعداد مشروع معاهدة لإخلاء الشرق الأوسط من أسلحة الدمار الشامل على مدى سنوات طويلة. وقد اختير كارم من الحكومة البلجيكية والاتحاد الأوروبي والمنظمات المدنية عام 2006 كأفضل سفير أجنبي في أوروبا وبروكسل، وحصل من ملك بلجيكا عام 2010 على وسام ملكي.، كذلك حصل السفير كارم على وسام الجمهورية من الطبقة الثالثة عام 1979 وقد منحته وزارة الدفاع وسام وميدالية الهيئة الهندسية عام 1999 تقديرًا لدوره في إدراج مشكلة الألغام كمشكلة قومية منذ أن تولى إدارة نزع السلاح بالخارجية عام 1992 وتوفير معدات لازمة للتطهير.

### المجلس القومي لحقوق الإنسان
تم انتخاب كارم محمود أميناً عاماً للمجلس القومي لحقوق الإنسان في مارس 2010. وتم إعادة انتخابه لنفس المنصب بعد الثورة مرتين حتى استقال في ديسمبر 2012. وقد صدر له مؤخراً مع هانز بليكس المدير العام السابق للوكالة الدولية للطاقة الدرية كتاب عن مركز جنيف للسياسات الاستراتيجية والمعهد العربي لدراسات الأمن بالأردن فصل كامل عن دور الجامعة العربية في مبادرة جعل الشرق الأوسط خاليا من أسلحة الدمار الشامل. وقد اختار حلف شمال الأطلسي كارم عضو في مجلس إدارة مؤسسة كلية دفاع الحلف في روما. اختير أيضا كارم محمود ليكون منسقاً عاماً لحملة المشير عبد الفتاح السيسي الرئاسية.